# Julio Torri
Julio Torri Máynes (* 27. Juni 1889 in Saltillo, Coahuila; † 11. Mai 1970 in Mexiko-Stadt) war ein mexikanischer Schriftsteller und Lehrer, der dem Ateneo de la Juventud (1909–1914) angehörte. Er schrieb hauptsächlich in Essayform, obwohl seine begrenzte Produktion auch Kurzgeschichten und wissenschaftliche Werke umfasste. Er gilt als einer der besten Prosastilisten Lateinamerikas und wurde 1942 in die Academia Mexicana de la Lengua aufgenommen.

## Leben und Werk
Seine Eltern waren Julio S. Torri und Sofía Maynes de Torri. Er wuchs in Saltillo auf, wo er bereits erste Texte in überregionalen Magazinen und Zeitungen veröffentlichte, und siedelte 1908 nach Mexiko-Stadt über. Dort machte er 1913 seinen Jura-Abschluss und engagierte sich im Bildungsbereich. Neben der Mitgliedschaft im Literaturzirkel Ateneo de la Juventud war er auch Gründer und Leiter des Departamento de Bibliothecas. 1933 wurde er im Bereich Literatur promoviert.
Er war an der Veröffentlichung wichtiger zeitgenössischer Bücher ebenso beteiligt wie an der Veröffentlichung von Klassikern. Mit José Vasconcelos arbeitete er über einen längeren Zeitraum zusammen. Er vertrat sein Land bei wichtigen Bildungsforen und war zweimal Gastprofessor an der University of Texas. Torri lehrte bis zum Jahr 1964 sechsunddreißig Jahre spanische und französische Literatur an der Escuela Nacional Preparatoria.

## Werke
- Ensayos y poemas (1917)[5]
- De fusilamientos (1940)
- Tres libros: Ensayos y poemas, De fusilamientos, Prosas dispersas (1964)[6]

Komplettausgabe
- Serge I. Zaïtzeff (Hrsg.): Obra completa. Fondo de Cultura Económica, México, D.F.  2011, ISBN 978-607-16-1038-6.